# Kłoda Mała
Kłoda Mała (prononciation : [ˈkwɔda ˈmawa]) est un village polonais de la gmina de Zalesie dans le powiat de Biała Podlaska de la voïvodie de Lublin dans l'est de la Pologne.
Il se situe à environ 2 kilomètres à l'est de Zalesie (siège de la gmina), 16 kilomètres à l'est de Biała Podlaska (siège du powiat) et 103 kilomètres au nord-est de Lublin (capitale de la voïvodie).
Le village comptait approximativement une population de 155 habitants en 2013.

## Histoire
De 1975 à 1998, le village est attaché administrativement à la voïvodie de Biała Podlaska.

Depuis 1999, il fait partie de la voïvodie de Lublin.